# Kościół św. Barbary w Głęboczku
Kościół pw. św. Barbary w Głęboczku – zabytkowy, pomennonicki, katolicki kościół filialny znajdujący się w Głęboczku, wsi w województwie lubuskim. Należy do parafii Świętych Apostołów Piotra i Pawła w Starym Kurowie.

## Historia i architektura

### Okres mennonicki
Obiekt w formach barokowych wzniesiono w końcu XVIII wieku dla lokalnej społeczności mennonickiej. Mennonici, po konflikcie, w jaki popadli z królem Fryderykiem Wilhelmem I Pruskim, przenieśli się w dolinę Noteci spod Tylży. Założono wówczas tutaj dwie wsie: Błotnicę (Bronkenhofswalde) oraz Głęboczek (Frantztal). W 1765 w Głęboczku powstała gmina mennonicka. Po wojnach napoleońskich, teren ten znalazł się w granicach Prus i Mennonici ponownie się przenieśli, w granice Królestwa Polskiego - do Wymyśla i Kazunia (Nowego). 

### Okres katolicki
Jako katolicki poświęcony został 4 grudnia 1946. Wyremontowano go w latach 90. XX wieku.

## Galeria

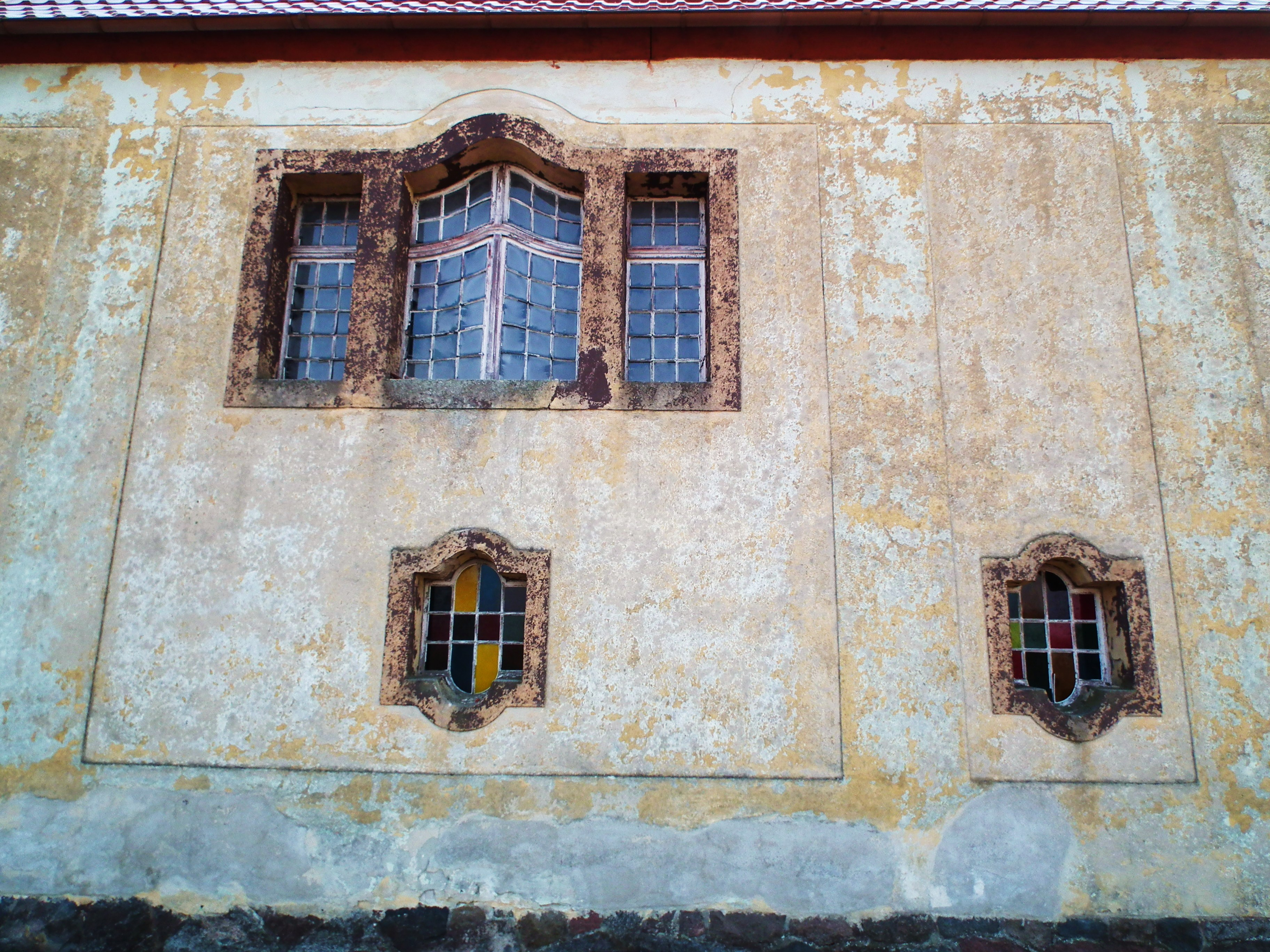
Okna
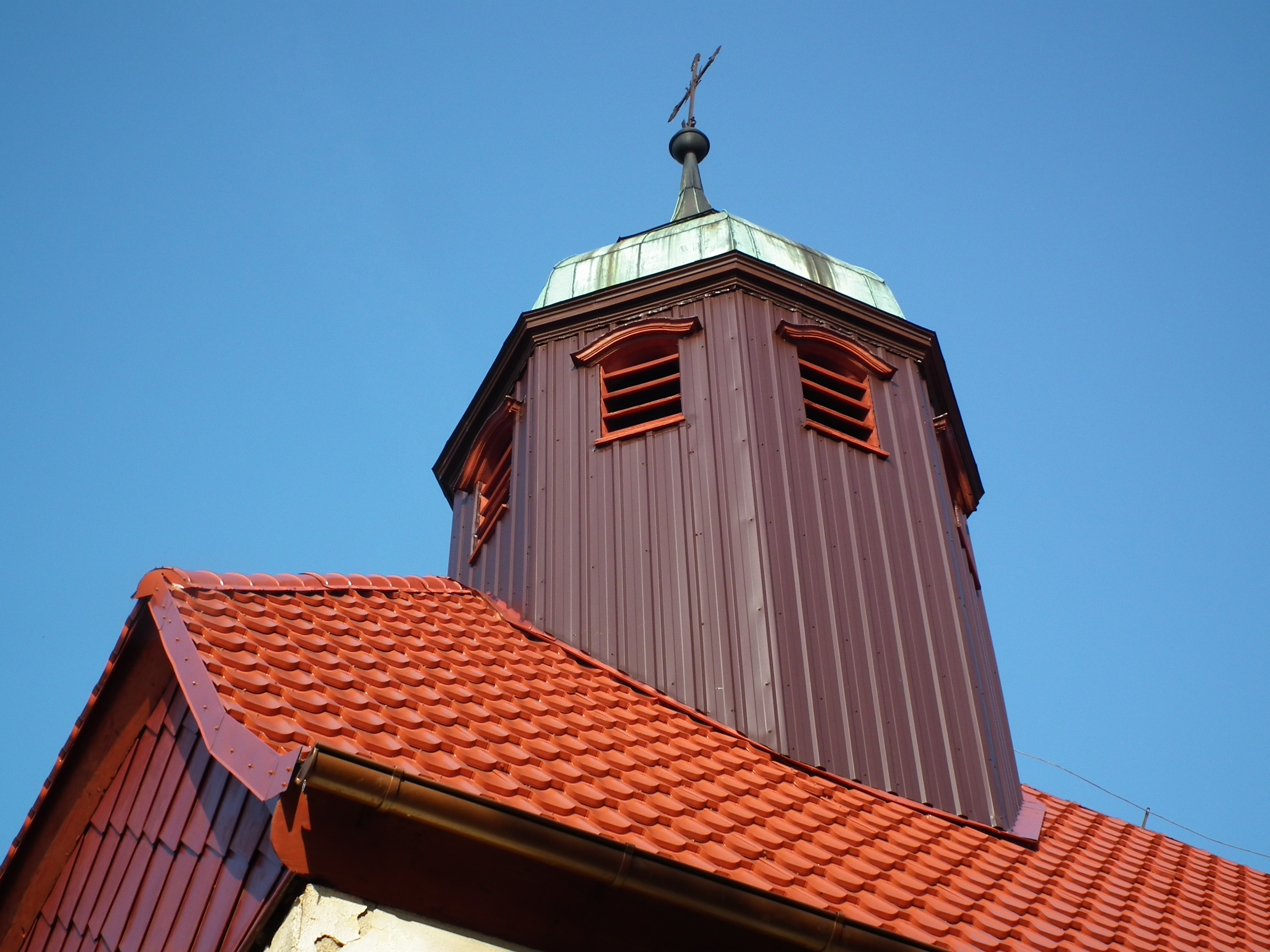
Sygnaturka
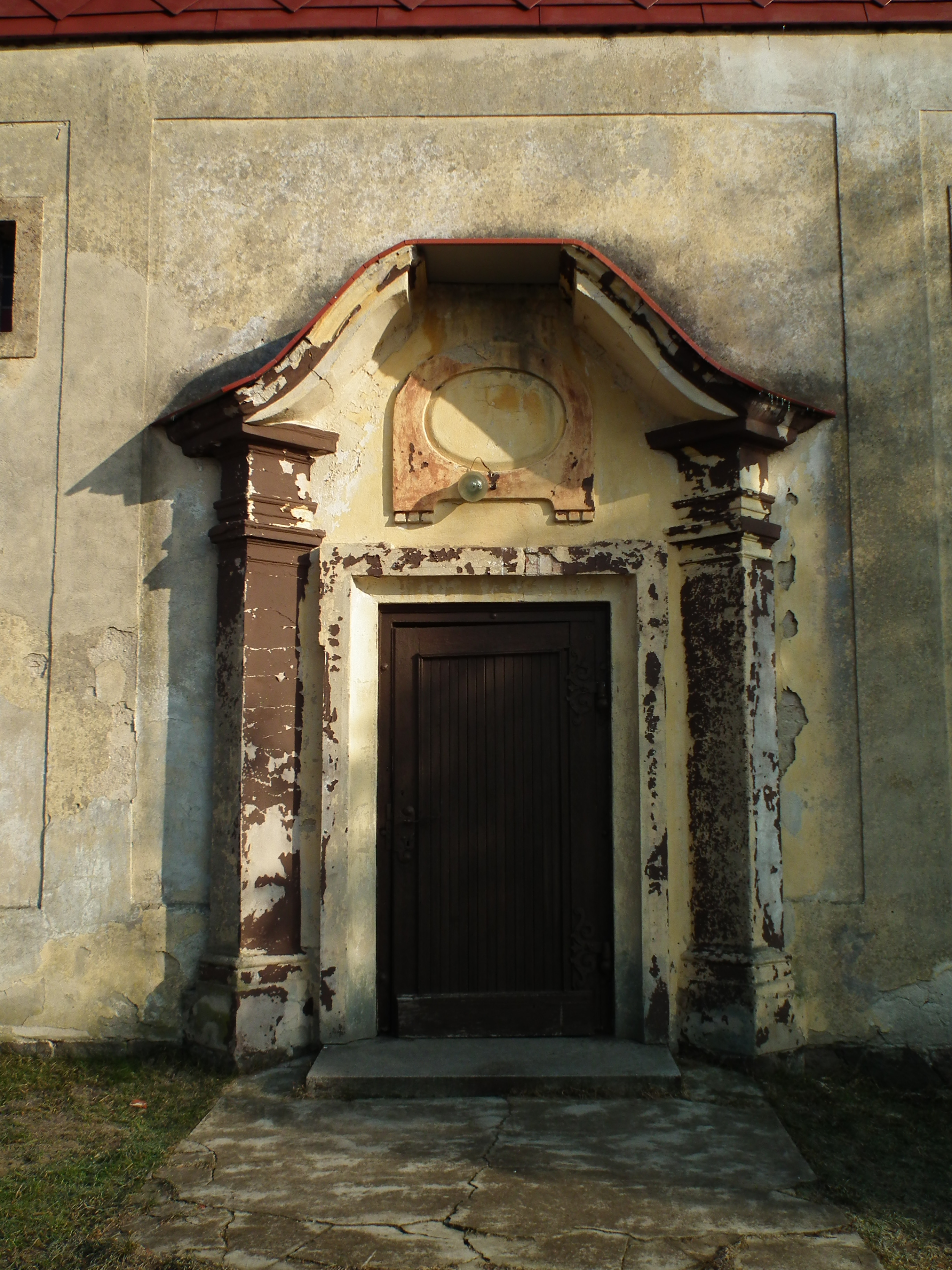
Portal wejściowy